# XIIIe siècle en musique classique
| \| • Retour à la chronologie générale de la musique classique • \| |
| Grèce • Rome • Haut Moyen Âge • VIIIe siècle • IXe siècle • Xe siècle • XIe siècle XIIe siècle • XIIIe siècle • XIVe siècle • XVe siècle • XVIe siècle • XVIIe siècle XVIIIe siècle • XIXe siècle • XXe siècle • XXIe siècle |
| • Retour à la chronologie générale de la musique classique • |

| Années en musique classique : 1197 - 1198 - 1199 - 1200 - 1201 - 1202 - 1203    |
| Décennies en musique classique : 1170 - 1180 - 1190 - 1200 - 1210 - 1220 - 1230 |

## Événements
- 20 mars 1212 : fondation du Chœur de l'église Saint-Thomas de Leipzig.
- Fondation du Wiltener Sängerknaben, chœur d'enfants de l'abbaye de Wilten située à Innsbruck (Autriche).
- L'École de Notre-Dame.
- Ars antiqua.
- Plusieurs traités de musique « De Musica mensurabili », « De Musica mensurabili position » et « Habito de ipsa plana musica »  sont attribués au grammairien et professeur de musique Jean de Garlande.
- après 1250 : le motet devint la forme principale de la polyphonie.
- vers 1260 : « Ars cantus mensurabilis » de Francon de Cologne, traité de musique qui fixe la durée des notes.
- vers 1280 : « De speculatione musices » de Walter Odington conforte le traité précédent.
- vers 1280 : Pierre de la Croix introduit une nouvelle valeur « la minima ».

## Naissances
- Vers 1200-1210 : Sordel, troubadour lombard d'expression occitane († 1269)
- 1240 Adam de la Halle, trouvère
- 1291 Philippe de Vitry († 1361), théoricien de la musique

## Décès
Les troubadours
- 1203 : Gaucelm Faidit (* 1172)
- Après 1205 : Peire Vidal
- 1207 : Raimbaut de Vaqueiras
- 1231 : Folquet de Marselha
- 1269 : Sordel, troubadour lombard d'expression occitane (° vers 1200- 1210)

Les trouvères
- 1210 : Blondel de Nesle
- 1219 : Conon de Béthune
- 1220 : Gace Brulé
- 1250 : Colin Muset
- 1258 : Thibaut de Champagne
- 1287 : Adam de la Halle

Les Minnesängers
- vers 1228 : Walther von der Vogelweide
- 1287 : Konrad von Würzburg
- Tannhaüser

Les autres musiciens
- vers 1210 : Léonin (École de Notre-Dame)
- 1230 : Pérotin (* 1160) (École de Notre-Dame)
- 1299 ou 1300 : Casella, compositeur italien (° date de naissance inconnue)